# Garniga Terme
Garniga Terme é uma comuna italiana da região do Trentino-Alto Ádige, província de Trento, com cerca de 384 habitantes. Estende-se por uma área de 13 km², tendo uma densidade populacional de 30 hab/km². Faz divisa com Trento, Cimone e Aldeno.